# Batalha de Mandora
A Batalha de Mandora foi uma pequena batalha travada em 13 de março de 1801 entre as forças francesas comandadas por François Lanusse e o corpo expedicionário britânico comandado por Ralph Abercromby, durante a campanha francesa no Egito e na Síria.

## Antecedentes
O exército britânico, sob o comando do tenente-general Sir Ralph Abercromby, havia sido enviado ao Egito para remover a guarnição francesa da região, após a partida de Napoleão em agosto de 1799. Em 1º de março de 1801, o corpo britânico, originalmente composto por 15 300 homens, mas muito afetados por doenças, transportados por uma frota de 175 navios, chegaram ao porto natural de Abuquir, (conhecido pelos britânicos como "Baía de Abuquir"), a cerca de 23 quilômetros (14 milhas) da cidade portuária de Alexandria. Em 8 de março, a vanguarda britânica de 5 500 homens desembarcou de barco, contrariada por uma força francesa da guarnição de Alexandria comandada por Louis Friant de cerca de dois mil recrutados nas dunas de areia com vista para a praia de desembarque, uma ação conhecida como a Segunda Batalha de Abuquir. O resultado havia sido decidido essencialmente nos primeiros 20 minutos do desembarque, quando o major-general John Moore, comandando o centro da linha britânica, carregou a principal posição francesa em uma duna de areia com uma carga de baioneta; os franceses foram forçados a recuar e todo o corpo britânico desembarcou ao anoitecer.
Tendo estabelecido um depósito e um hospital de campanha na praia, os britânicos sitiaram e capturaram o Castelo de Abuquir dos franceses e começaram os preparativos para atacar Alexandria. Em 12 de março, os britânicos começaram seu avanço cauteloso em direção a Alexandria ao longo de um estreito istmo entre o Mediterrâneo e o lago Maadie (mais tarde conhecido como lago Abuquir). Quando chegaram a um local chamado Torre de Mandora, eles acamparam para passar a noite.
No Cairo, o comandante francês Menou concentrou-se na ameaça das forças otomanas no leste e inicialmente minimizou a gravidade do desembarque britânico, desconsiderando os protestos de Reynier e outros oficiais e enviando apenas um pequeno reforço para Alexandria sob o comando de François Lanusse, um " fogoso general", que, frustrado com o lento avanço dos britânicos, decidiu atacar.

## Batalha

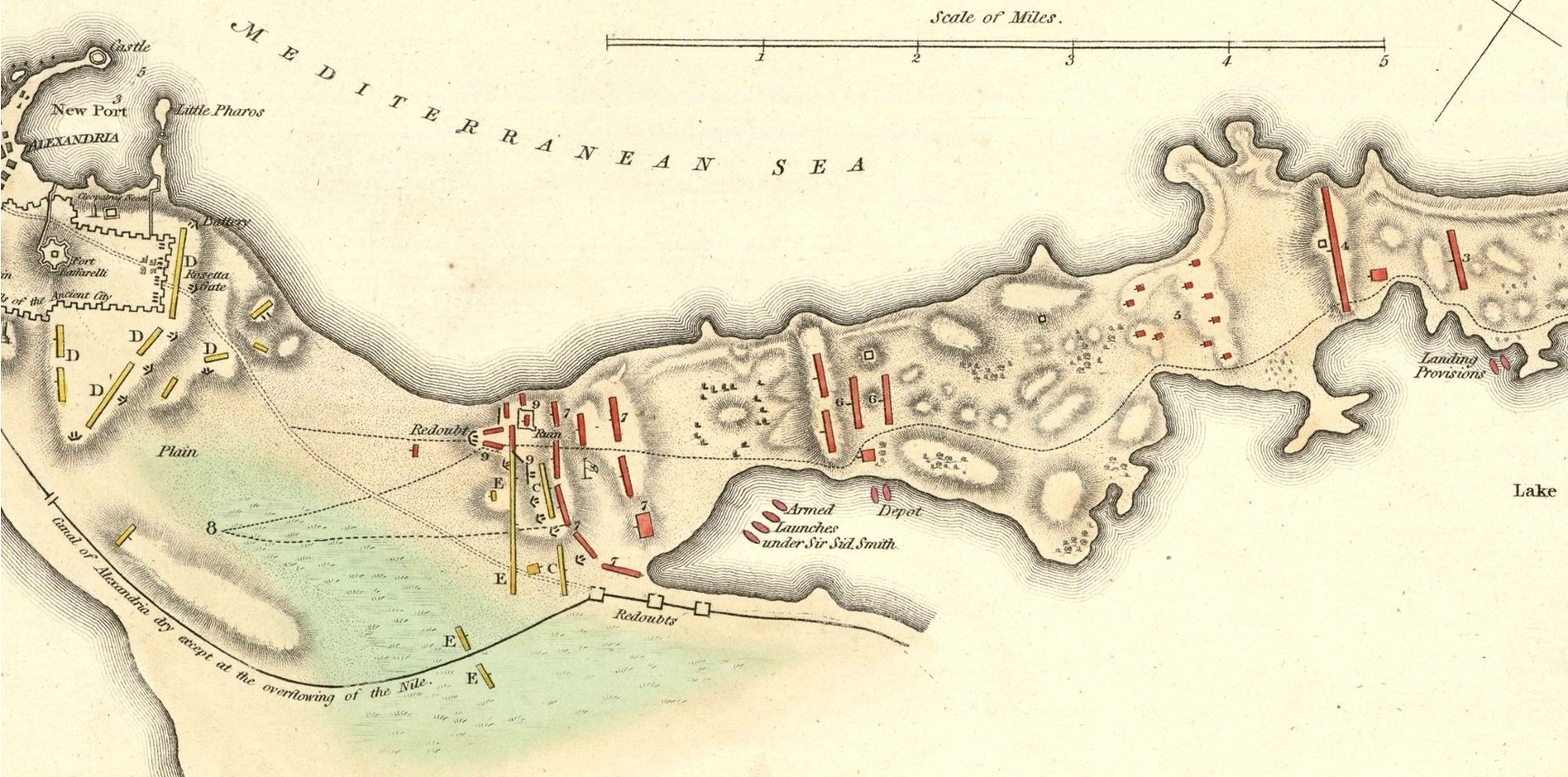
Um detalhe das operações das forças britânicas no Egito em 1801 por William Faden. Posições britânicas em 12 de março - "6". Ataque britânico em 13 de março - "7". Posição defensiva francesa - "C". Maior avanço dos britânicos - "8". Aposentado para "7" após contra-ataque francês

Um reconhecimento pessoal de Abercromby mostrou que uma força francesa de quase cinco mil homens sob o comando do general François Lanusse estava segurando uma crista de terreno elevado que cruzava a extremidade oeste do istmo; sua linha repousava sobre as ruínas de Nicópolis de Alexandria ao norte e o Canal de Alexandria ao sul, e foi fortalecida pela construção de um reduto. Assim, em 13 de março, os britânicos iniciaram seu avanço na primeira luz, em duas linhas. Os franceses dispararam um fogo feroz de sua artilharia e mosquetes no 92º Regimento de Infantaria que liderava a coluna da esquerda e montaram uma carga de cavalaria contra o 90º Regimento de Infantaria que liderava a direita. Poucos da cavalaria francesa alcançaram a linha britânica, a maioria sendo expulsa por uma saraivada eficaz de tiros de mosquete. Enquanto as linhas britânicas continuavam avançando, os franceses começaram a se retirar para suas fortificações em uma outra cordilheira nos arredores de Alexandria; O Regimento de Dillon (composto por várias tropas estrangeiras e oficiais emigrados franceses) capturou dois canhões franceses no canal com uma carga de baioneta.
Tendo assegurado as antigas posições francesas, Abercromby, que estava determinado a tomar as fortificações francesas fora de Alexandria por um golpe de estado, iniciou um novo avanço pela planície que separava as duas cordilheiras. O general John Hely-Hutchinson, 2º Conde de Donoughmore, recebeu ordens de tomar uma colina com vista para a planície do sul, o que foi bem-sucedido, o 44º Regimento de Infantaria capturando uma ponte protegida sobre o canal no processo. No entanto, o General Moore, comandando a coluna da direita, foi recebido com intenso fogo de artilharia ao qual ficaram totalmente expostos. Parando enquanto um reconhecimento era conduzido por Abercrombie, durante o qual seu cavalo foi baleado por baixo dele, as forças britânicas finalmente se retiraram ao pôr do sol para a linha que haviam capturado no início do dia.

## Resultado
Os britânicos começaram a fortalecer ainda mais sua nova posição, desembarcaram armas pesadas dos navios offshore e trouxeram suprimentos com a intenção de bloquear a guarnição francesa.
Foi nesta posição que um contra-ataque francês seria derrotado na Batalha de Alexandria em 21 de março. Os 90º e 92º Regimentos de Pé britânicos, que suportaram o peso da luta, receberam a honra de batalha "Mandora".
O Mandora Barracks (construído em 1895, demolido em 1970) em Aldershot em Hampshire recebeu o nome dessa ação.